# Лохичанский сапотекский язык
Лохичанский сапотекский язык (Diste, Loxicha Zapotec, Western Pochutla Zapotec, Zapoteco de Loxicha) — сапотекский язык, на котором говорят на юге штата Оахака в городах между округами Мьяуатлан, Почутла и городом Пуэрто-Эскондидо: Канделария-Лохича, Сан-Агустин-Лохича, Сан-Андрес-Пастлан, Сан-Бартоломе-Лохича, Сан-Мигель-Сучистепек, Сан-Педро-эль-Альто, Сан-Педро-Почутла, Сан-Франсиско-Косоальтепек, Санта-Мария-Колотепек, Санта-Мария-Тонамека и Санто-Доминго-Морелос.